# Leges Clodiae

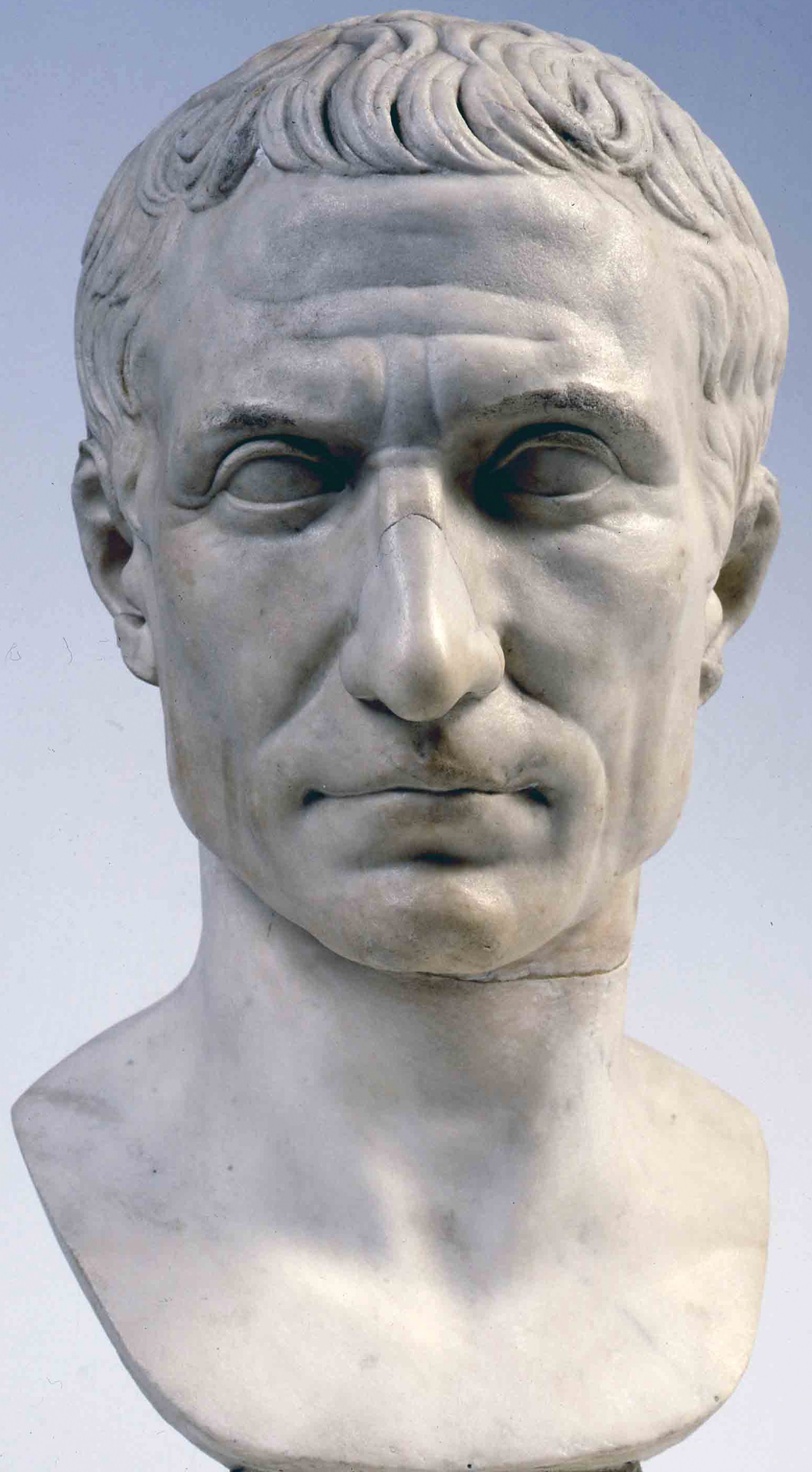
Busto de Julio César, principal soporte de Clodio (Museos Vaticanos, Roma).

Las leges Clodiae  (o "leyes clodianas") fueron una serie de plebiscita (plebiscitos) aprobadas por el Concilium Plebis de la República Romana bajo el tribuno Publio Clodio Pulcro en el 58 a. C.
Clodio era un miembro de la familia patricia (gens) Claudia. Con el apoyo de Julio César, quien ocupó su primer consulado en el año 59 a. C., Clodio se había adoptado a sí mismo en una rama plebeya de familia para poder ser elegido para tribuno de la plebe, cargo que no estaba abierto a los patricios. Clodio fue también famoso por ser un fuerte oponente de Cicerón.

## Leyes
Las principales leges Clodiae son las siguientes:

### Lex Clodia de Auspiciis
La lex Clodia de Auspiciis ('ley de Clodio sobre los auspicios'), impidió que los magistrados romanos, que presidían las asambleas legislativas, pudieran disolverlas (específicamente, la Asamblea Tribal), al declarar que se habían observado presagios desfavorables (auspicios). Había sido una forma ordinaria de obstrucción legislativa durante siglos, y formalmente codificada alrededor del año 150 a. C. por las leges Aelia et Fufia. Pompeyo, por ejemplo, era conocido por haber usado esta forma de obstrucción, al menos una vez. De esta forma, esta ley derogó las leges Aelia et Fufia.

### Lex Clodia de Censoribus
La lex Clodia de Censoribus ('ley de Clodio sobre los censores'), estableció ciertas reglas para los censores romanos en el ejercicio de sus funciones como inspectores de la moral pública (mores). También requirió la concurrencia de ambos censores para infligir la nota censoria. Durante el censo (realizado una vez cada cinco años), los censores podían colocar una nota al lado del nombre de un ciudadano, generalmente por delitos como quiebra, cobardía o haber sido gladiador. Si un ciudadano tenía una nota colocada además de su nombre, estaba sujeto a una serie de sanciones, incluidas multas, exilio, asignación a una tribu inferior para votación, o incluso la pérdida de su ciudadanía. Por tanto, al exigir esa concurrencia para la colocación de una nota, esta ley estableció un control adicional sobre los poderes de los censores. Este fue típicamente el único acto que requería la concurrencia de ambos censores. Además, cuando un senador ya había sido condenado ante un tribunal ordinario, esta ley permitía a los censores expulsarlo del Senado de forma sumaria. Esta ley fue derogada en el 52 a. C. por la Lex Caecilia De Censoria, que fue promulgada por un enemigo político de Clodio, Metelo Escipión.

### Lex Clodia de Civibus Romanis Interemptis
La lex Clodia de Civibus Romanis Interemptis fue clave para el apoyo de César a Clodio. La ley amenazaba con un castigo para cualquiera que ofreciera fuego y el agua a los que habían ejecutado a ciudadanos romanos sin un juicio ("qui civem Romanum indemnatum interemisset, ei aqua et igni interdiceretur"). Fue un medio ingenioso de forzar a Cicerón al exilio sin hacerlo directamente. Cicerón, enemigo de Clodio, había ejecutado a miembros de la conspiración de Catilina varios años antes sin juicio formal, por lo que era claramente un objetivo previsto por la ley. César apoyó a Clodio porque quería ver exiliado a Cicerón, uno de los líderes de los optimates del Senado, un grupo que se oponía a César, Clodio, y a otros populares. Como resultado de esta ley, Cicerón tuvo que ir al exilio, del que no regresó hasta 18 meses más tarde.

### Lex Clodia Frumentaria
La lex Clodia Frumentaria requirió la distribución de grano a los ciudadanos pobres de Roma de forma gratuita. Antes de esta ley, el grano había sido distribuido a los pobres de Roma a un precio bajo. Esto cambió de forma radical, ya que durante los primeros siglos de la República, según las leyes de Valeriana y Porcia, varios ciudadanos habían sido ejecutados por distribuir granos gratis a los pobres, bajo el supuesto hecho de que estaban conspirando para ganar el apoyo popular para derrocar al gobierno y llegar a una tiranía.

### Lex Clodia de Libertinorum Suffragiis
La lex Clodia de Libertinorum Suffragiis ('ley de Clodio sobre la votación de los libertos') intentó extender los derechos de voto (sufragio) de los libertos (es decir, los exesclavos).

### Lex Clodia de Rege Ptolemaeo et de exsulibus Byzantinis
La lex Clodia de Rege Ptolemaeo et de exsulibus Byzantinis sobre pertenencia a varias de las provincias orientales de Roma y estados vasallos (en particular, Egipto ptolemaico y Bizancio en Grecia).

### Lex Clodia de Sodalitatibus
La lex Clodia de Sodalitatibus ('ley de Clodio sobre las sodalidades') era una ley que declaraba que determinadas asociaciones de 'naturaleza semipolítica' (es decir, bandas armadas) eran legales. Estas asociaciones habían sido abolidos mediante un decreto del Senado en el 80 a. C., probablemente a instancias del aristocrático dictador romano Sila, que había intentado debilitar el poder de los ciudadanos de Roma y fortalecer el Senado. El resultado de esta ley fue una ola de violencia y guerra de bandas que resultó en el asesinato de Clodio, y que no terminaría hasta el final de la República y el establecimiento del Imperio Romano.